# Tagiades
Tagiades es un género de lepidópteros ditrisios de la subfamilia Pyrginae  dentro de la familia Hesperiidae.

## Especies
- Tagiades calligana Butler, [1879]
- Tagiades cohaerens Mabille, 1914
- Tagiades flesus (Fabricius, 1781)
- Tagiades gana (Moore, [1866])
- Tagiades hybridus Devyatkin, 2001
- Tagiades insularis Mabille, 1876
- Tagiades japetus (Stoll, [1781])
- Tagiades lavata Butler, [1879]
- Tagiades litigiosa Möschler, 1878
- Tagiades menaka (Moore, [1866])
- Tagiades nestus (C. Felder, 1860)
- Tagiades parra Fruhstorfer, 1910
- Tagiades samborana Grose-Smith, 1891
- Tagiades toba de Nicéville, [1896]
- Tagiades trebellius (Hopffer, 1874)
- Tagiades ultra Evans, 1932
- Tagiades waterstradti Elwes & Edwards, 1897